# Lijst van rijksmonumenten in Franeker
De stad Franeker (Frjentsjer) telt 178 inschrijvingen in het rijksmonumentenregister. Hieronder een overzicht.
| Object | Oorspronkelijke functie?  | Bouwjaar | Architect                                                  | Locatie                                 | Coördinaten?                  | Nr.?   | Afbeelding |
| --- | ------------------------- | --- | ---------------------------------------------------------- | --------------------------------------- | ----------------------------- | ------ | --- |
| Voorm. kruisbroedersklooster 1585-1811: Academie van Friesland sinds 1858: Groot Lankum | Klooster, kloosteronderdl | middeleeuwen (kapel) 1632 (Hortus) 1650 (laboratorium Hortus) 1869 (vleugel Academiestr.)                                         |                                                            | Academiestraat 10                       | 53° 11' 8" NB, 5° 32' 23" OL  | 15658  | Meer afbeeldingen |
| Klein Botnia 1853-1948: weeshuis Hervormde Diakonie | Sociale zorg, liefdadigh. | late middeleeuwen |                                                            | Breedeplaats 1                          | 53° 11' 10" NB, 5° 32' 38" OL | 15660  | Meer afbeeldingen |
| Martinikerk. Hervormde Kerk | Kerk en kerkonderdeel     | 15e eeuw 1647 (poortje koor) 1876-'78 (verbouwing) 1940-'43 (restauratie)                                                         | J.D. Bruns (1876-'78) H. van der Kloot Meijburg (1940-'43) | Breedeplaats 2                          | 53° 11' 12" NB, 5° 32' 41" OL | 15661  | Meer afbeeldingen |
| Hervormde Kerk, toren | Kerk en kerkonderdeel     | 1450-1500 1714 (her-/verbouw) 1876-'78 (verbouwing) 1940-'43 (restauratie)                                                        | J.D. Bruns (1876-'78) H. van der Kloot Meijburg (1940-'43) | Breedeplaats 2                          | 53° 11' 12" NB, 5° 32' 39" OL | 15662  | Meer afbeeldingen |
| Laag pandje onder zadeldak | Werk-woonhuis             | 1661 18e eeuw (kroonlijst) |                                                            | Breedeplaats 4                          | 53° 11' 11" NB, 5° 32' 41" OL | 15663  | Meer afbeeldingen |
| Pand met verdieping onder diep zadeldak | Werk-woonhuis             | |                                                            | Breedeplaats 6                          | 53° 11' 11" NB, 5° 32' 41" OL | 15664  | Meer afbeeldingen |
| Pand met verdieping en pilastergevel onder voor afgeschuind zadeldak met twee topschoorstenen met borden                                                                                         | Woonhuis                  | |                                                            | Breedeplaats 8                          | 53° 11' 10" NB, 5° 32' 41" OL | 15665  | Meer afbeeldingen |
| Dekemahuis (gedeelte) | Woonhuis                  | rond 1500 |                                                            | Dijkstraat 1                            | 53° 11' 9" NB, 5° 32' 40" OL  | 15666  | Dekemahuis (gedeelte) |
| Dekemahuis (gedeelte) | Woonhuis                  | rond 1500 |                                                            | Dijkstraat 5                            | 53° 11' 9" NB, 5° 32' 40" OL  | 15667  | Meer afbeeldingen |
| Voormalig woon-winkelpand, onderdeel van het Planetarium Eise Eisinga | Werk-woonhuis             | 1745 (gevel) 1896 (winkelpui) 1910 (interieur)                                                                                    | N.J. Adema (pui en interieur)                              | Eise Eisingastraat 2                    | 53° 11' 15" NB, 5° 32' 37" OL | 15668  | Meer afbeeldingen |
| Planetarium Eise Eisinga, planetarium | Woonhuis                  | 1774-1781 | Eise Eisinga                                               | Eise Eisingastraat 3                    | 53° 11' 15" NB, 5° 32' 38" OL | 15669  | Meer afbeeldingen |
| Pand met verhoogd voordeel onder dwars tentdak | Werk-woonhuis             | 17e eeuw (oorspr.) |                                                            | Eise Eisingastraat 8                    | 53° 11' 15" NB, 5° 32' 39" OL | 15670  | Meer afbeeldingen |
| Poortje | Erfscheiding              | 1554 |                                                            | bij Eise Eisingastraat 8                | 53° 11' 14" NB, 5° 32' 40" OL | 15671  | Meer afbeeldingen |
| Pand met verdieping onder diep zadeldak met voorschild en topschoorsteen | Woonhuis                  | |                                                            | Eise Eisingastraat 10                   | 53° 11' 15" NB, 5° 32' 40" OL | 15672  | Meer afbeeldingen |
| Pand onder zadeldak met voorschild en topschoorsteen met bord | Werk-woonhuis             | |                                                            | Eisingastraat 16                        | 53° 11' 15" NB, 5° 32' 42" OL | 15673  | Meer afbeeldingen |
| Pand onder hoog zadeldak met voorschild en topschoorsteen | Woonhuis                  | |                                                            | Eise Eisingastraat 17                   | 53° 11' 15" NB, 5° 32' 42" OL | 15674  | Meer afbeeldingen |
| Pand met zadeldak met topschoorsteen | Woonhuis                  | |                                                            | Eise Eisingastraat 19                   | 53° 11' 15" NB, 5° 32' 43" OL | 15675  | Meer afbeeldingen |
| Pand met rechte kroonlijst met blokjes onder zadeldak met voorschild | Woonhuis                  | 1713 |                                                            | Eise Eisingastraat 20                   | 53° 11' 15" NB, 5° 32' 43" OL | 15676  | Meer afbeeldingen |
| Telenga's Drukkerij | Woonhuis                  | 1909 |                                                            | Eise Eisingastraat 21                   | 53° 11' 15" NB, 5° 32' 44" OL | 15677  | Meer afbeeldingen |
| Pand onder zadeldak met voorschild en topschoorsteen met bord | Werk-woonhuis             | |                                                            | Eise Eisingastraat 25                   | 53° 11' 15" NB, 5° 32' 45" OL | 15678  | Meer afbeeldingen |
| Hoekpand | Woonhuis                  | |                                                            | Eise Eisingastraat 26                   | 53° 11' 14" NB, 5° 32' 45" OL | 15679  | Meer afbeeldingen |
| Korendragershuisje | Woonhuis                  | 1634 gerestaureerd in 1924 en 1975                                                                                                |                                                            | Eise Eisingastraat 28                   | 53° 11' 15" NB, 5° 32' 46" OL | 15680  | Meer afbeeldingen |
| Pakhuis | Opslag                    | 18e eeuw |                                                            | Froonacker 9                            | 53° 11' 17" NB, 5° 32' 43" OL | 15681  | Meer afbeeldingen |
| Pakhuis "Poolshof" | Opslag                    | 1765 |                                                            | Froonacker 14                           | 53° 11' 17" NB, 5° 32' 47" OL | 15682  | Meer afbeeldingen |
| Pand met zwaar gepleisterde klokgevel en zadeldak met lagere achterbouw | Woonhuis                  | |                                                            | Leeuwarderend 1                         | 53° 11' 11" NB, 5° 32' 51" OL | 15683  | Meer afbeeldingen |
| Pand met hoge voorbouw onder dwarsdak met hoekschoorstenen | Werk-woonhuis             | |                                                            | Godsacker 3                             | 53° 11' 11" NB, 5° 32' 48" OL | 15684  | Meer afbeeldingen |
| Pand onder zadeldak tegen vrij brede klokgevel met natuurstenen aanzetkrullen | Woonhuis                  | 18e eeuw |                                                            | Godsacker 5                             | 53° 11' 11" NB, 5° 32' 48" OL | 15685  | Meer afbeeldingen |
| Pand met verdieping en rechte kroonlijst onder zadeldak met schild en topschoorsteen | Woonhuis                  | 1850-1900 (kroonlijst) |                                                            | Godsacker 7                             | 53° 11' 11" NB, 5° 32' 48" OL | 15686  | Meer afbeeldingen |
| Pand onder zadeldak tegen lage trapgevel, daarnaast poortje | Woonhuis                  | 1630 |                                                            | Godsacker 9                             | 53° 11' 11" NB, 5° 32' 48" OL | 15687  | Meer afbeeldingen |
| Pand onder zadeldak tegen klokgevel met aanzetkrullen | Woonhuis                  | |                                                            | Godsacker 10                            | 53° 11' 11" NB, 5° 32' 51" OL | 15688  | Meer afbeeldingen |
| Pand onder zadeldak tegen trapgevel met toppilaster op kopje | Woonhuis                  | 17e eeuw |                                                            | Godsacker 14                            | 53° 11' 10" NB, 5° 32' 51" OL | 15689  | Meer afbeeldingen |
| Pand met klokgevel met rococo-aanzetkrullen onder zadeldak | Woonhuis                  | 17e eeuw (dak) 18e eeuw (gevel)                                                                                                   |                                                            | Godsacker 20                            | 53° 11' 9" NB, 5° 32' 50" OL  | 15690  | Meer afbeeldingen |
| Klaarkampster Weeshuis | Sociale zorg, liefdadigh. | 1552 |                                                            | Godsacker 35                            | 53° 11' 8" NB, 5° 32' 46" OL  | 15691  | Meer afbeeldingen |
| Pand onder zadeldak met voorschild en schoorsteen met bord | Werk-woonhuis             | |                                                            | Groenmarkt 2                            | 53° 11' 13" NB, 5° 32' 39" OL | 15692  | Meer afbeeldingen |
| Pand met later aangebrachte tweede verdieping met rechte kroonlijst met gesneden consoles | Werk-woonhuis             | |                                                            | Groenmarkt 7                            | 53° 11' 13" NB, 5° 32' 40" OL | 15693  | Meer afbeeldingen |
| Pand onder diep zadeldak met voorschild, dakkapel en topschoorsteen met bord | Werk-woonhuis             | |                                                            | Groenmarkt 8                            | 53° 11' 13" NB, 5° 32' 40" OL | 15694  | Meer afbeeldingen |
| Pand met witgeverfde gevel onder schilddak met dakkapel | Woonhuis                  | |                                                            | Hofstraat 6                             | 53° 11' 8" NB, 5° 32' 38" OL  | 15695  | Meer afbeeldingen |
| Voorm. pakhuizen | Opslag                    | 1787 |                                                            | Harlingerweg 3-5-7                      | 53° 11' 6" NB, 5° 32' 14" OL  | 15696  | Meer afbeeldingen |
| Boerderij met dwarshuis en schuur met nok | Boerderij                 | |                                                            | Harlingerweg 50                         | 53° 11' 4" NB, 5° 31' 27" OL  | 15697  | Meer afbeeldingen |
| Voorm. armenhuisjes | Sociale zorg, liefdadigh. | 1647 (stichting) 1861 (herbouw) 1991 (restauratie)                                                                                |                                                            | Heerengracht 17-31                      | 53° 11' 6" NB, 5° 32' 39" OL  | 15699  | Meer afbeeldingen |
| Smal pandje onder zadeldak tegen puntgevel met beitelingen | Woonhuis                  | |                                                            | Heerengracht 8                          | 53° 11' 7" NB, 5° 32' 38" OL  | 15700  | Meer afbeeldingen |
| Eenvoudig laag pandje met achtertopgevel onder voor afgeschuind zadeldak en achteraanbouw onder zadeldak                                                                                         | Woonhuis                  | |                                                            | Heerengracht 12                         | 53° 11' 7" NB, 5° 32' 38" OL  | 15701  | Meer afbeeldingen |
| Pandje onder zadeldak tegen gepleisterde puntgevel | Woonhuis                  | |                                                            | Heerengracht 20                         | 53° 11' 7" NB, 5° 32' 39" OL  | 15702  | Meer afbeeldingen |
| Laag pand onder voor afgeschuind zadeldak met topschoorsteen met bord | Woonhuis                  | 18e eeuw |                                                            | Heerengracht 24                         | 53° 11' 7" NB, 5° 32' 40" OL  | 15703  | Meer afbeeldingen |
| Laag pand onder voor afgeschuind zadeldak met topschoorsteen met bord | Woonhuis                  | |                                                            | Heerengracht 26                         | 53° 11' 7" NB, 5° 32' 41" OL  | 15704  | Meer afbeeldingen |
| Pand met rechte kroonlijst onder zadeldak met voorschild en topschoorsteen | Woonhuis                  | 1750-1850 (gevel) |                                                            | Heerengracht 50                         | 53° 11' 6" NB, 5° 32' 44" OL  | 15705  | Meer afbeeldingen |
| Kop-hals-rompboerderij, woongedeelte | Boerderij                 | |                                                            | Hertog van Saxenlaan 2                  | 53° 11' 21" NB, 5° 32' 29" OL | 15706  | Meer afbeeldingen |
| Kop-hals-rompboerderij, schuur en aanbouwen | Boerderij                 | |                                                            | Hertog van Saxenlaan 4-6                | 53° 11' 21" NB, 5° 32' 29" OL | 15707  | Meer afbeeldingen |
| Kop-hals-rompboerderij met gepleisterde voorgevel | Boerderij                 | 1750 |                                                            | Kie 4                                   | 53° 10' 41" NB, 5° 30' 38" OL | 15708  | Meer afbeeldingen |
| Landelijk pand | Woonhuis                  | |                                                            | Van Andel-Ripkestraat 31                | 53° 11' 2" NB, 5° 32' 10" OL  | 15709  | Upload foto |
| Arkens | Industrie- en poldermolen | 1835 (oorspr.) |                                                            | bij Van Andel-Ripkestraat 31            | 53° 11' 17" NB, 5° 33' 27" OL | 15710  | Meer afbeeldingen |
| Kop-hals-rompboerderij | Boerderij                 | |                                                            | Lutje Lollum 1                          | 53° 10' 23" NB, 5° 33' 50" OL | 15711  | Meer afbeeldingen |
| Kop-hals-rompboerderij met zware omlopende kroonlijst en twee Friese schoorstenen aan de kop | Boerderij                 | 19e eeuw |                                                            | Lutje Lollum 2                          | 53° 10' 20" NB, 5° 33' 40" OL | 15712  | Kop-hals-rompboerderij met zware omlopende kroonlijst en twee Friese schoorstenen aan de kop                                          |
| Eenvoudig pand met rechte gootlijst onder schilddak | Woonhuis                  | |                                                            | Nieuwe Hof 3                            | 53° 11' 7" NB, 5° 32' 36" OL  | 15713  | Eenvoudig pand met rechte gootlijst onder schilddak                                                                                   |
| Eenvoudig pand met rechte gootlijst op kleine consoles onder voor afgeschuind zadeldak met topschoorsteen                                                                                        | Woonhuis                  | |                                                            | Nieuwe Hof 4                            | 53° 11' 8" NB, 5° 32' 36" OL  | 15714  | Meer afbeeldingen |
| Pandje onder voor afgeschuind zadeldak | Woonhuis                  | |                                                            | Nieuwe Hof 10                           | 53° 11' 8" NB, 5° 32' 34" OL  | 15715  | Meer afbeeldingen |
| Westervrouwengasthuis | Sociale zorg, liefdadigh. | rond 1620 (poortje) 1737 (stichting, bekroning poortje) 1947 (restauratie poortje)                                                |                                                            | Nieuwe Hof 11-16 en 20-28               | 53° 11' 8" NB, 5° 32' 34" OL  | 15716  | Meer afbeeldingen |
| Groot Botnia | Kasteel, buitenplaats     | late middeleeuwen (oorspr.) |                                                            | Noord 2                                 | 53° 11' 15" NB, 5° 32' 36" OL | 15717  | Meer afbeeldingen |
| Pand met verdieping onder voor afgeschuind zadeldak met topschoorsteen | Woonhuis                  | |                                                            | Noord 9                                 | 53° 11' 14" NB, 5° 32' 34" OL | 15718  | Meer afbeeldingen |
| Pand onder zadeldak tegen trapgevel | Werk-woonhuis             | |                                                            | Noord 18                                | 53° 11' 15" NB, 5° 32' 35" OL | 15719  | Meer afbeeldingen |
| Pand onder hoog zadeldak met voorschild en topschoorsteen met bord | Woonhuis                  | |                                                            | Noord 26                                | 53° 11' 15" NB, 5° 32' 33" OL | 15720  | Meer afbeeldingen |
| Pand onder zadeldak tegen trapgevel | Werk-woonhuis             | |                                                            | Noord 102                               | 53° 11' 16" NB, 5° 32' 24" OL | 15721  | Meer afbeeldingen |
| Vier theehuisjes | Tuin, park en plantsoen   | 18e eeuw |                                                            | Noorderbolwerk                          | 53° 11' 18" NB, 5° 32' 40" OL | 15722  | Meer afbeeldingen |
| Stelpboerderij onder met riet en pannen gedekt dak en met dwars aangebouwd voorhuis | Boerderij                 | 1700-1850 |                                                            | Oud Kaatsveld 2                         | 53° 11' 9" NB, 5° 32' 54" OL  | 15723  | Meer afbeeldingen |
| Raadhuis | Bestuursgebouw en onderdl | 1591-'94 (voorbouw) 1760 (achterdeel) gerestaureerd in 1886-'90, rond 1955 (interieur) en in 1979-'81                             | P.J.H. Cuypers (1886-'90) J.J.M. Vegter (1955)             | Raadhuisplein 1                         | 53° 11' 13" NB, 5° 32' 36" OL | 15724  | Meer afbeeldingen |
| Pandje onder zadeldak tegen achtertopgevel, voor afgeschuind met topschoorsteen en grote dakkapel                                                                                                | Bestuursgebouw en onderdl | 170(1) |                                                            | Raadhuisplein 3                         | 53° 11' 13" NB, 5° 32' 36" OL | 15725  | Meer afbeeldingen |
| Pand onder zadeldak met zeer smal toelopende klokgevel met gebeeldhouwde aanzetkrullen | Werk-woonhuis             | |                                                            | Raadhuisplein 6                         | 53° 11' 13" NB, 5° 32' 38" OL | 15726  | Meer afbeeldingen |
| Pand onder hoog zadeldak met topschoorsteen | Werk-woonhuis             | |                                                            | Raadhuisplein 11                        | 53° 11' 13" NB, 5° 32' 36" OL | 15727  | Meer afbeeldingen |
| Pandje met halsgevel met gebeeldhouwde aanzetkrullen | Werk-woonhuis             | 1730 |                                                            | Raadhuisplein 13                        | 53° 11' 12" NB, 5° 32' 35" OL | 15728  | Meer afbeeldingen |
| Pand onder zadeldak tegen trapgevel met twee waterlijsten | Woonhuis                  | 17e eeuw |                                                            | Schilcampen 5                           | 53° 11' 6" NB, 5° 32' 35" OL  | 15729  | Meer afbeeldingen |
| Kop-hals-rompboerderij met aan de kop twee Friese schoorstenen | Boerderij                 | |                                                            | Getswerderdyk 1                         | 53° 11' 55" NB, 5° 31' 7" OL  | 15730  | Meer afbeeldingen |
| Voorm. Stadsarmenhuis | Sociale zorg, liefdadigh. | 1785 |                                                            | Sjaardemastrjitte 1                     | 53° 11' 16" NB, 5° 32' 21" OL | 15731  | Stadsarmenhuis Voorm. Stadsarmenhuis                                                                                                  |
| Breed pand met Vlaamse top met rocaille-ornament | Woonhuis                  | 1692 |                                                            | Tuinen 19                               | 53° 11' 4" NB, 5° 32' 29" OL  | 15732  | Meer afbeeldingen |
| Eenvoudig pandje onder voor afgeschuind zadeldak met dakkapel en topschoorsteen | Woonhuis                  | |                                                            | Vliet 21                                | 53° 11' 4" NB, 5° 32' 15" OL  | 15733  | Meer afbeeldingen |
| Eenvoudig pandje onder voor afgeschuind zadeldak | Woonhuis                  | |                                                            | Vliet 23                                | 53° 11' 4" NB, 5° 32' 15" OL  | 15734  | Meer afbeeldingen |
| Eenvoudig pandje onder schilddak met gebroken voorschild en nok evenwijdig aan de straat | Woonhuis                  | |                                                            | Vliet 25                                | 53° 11' 3" NB, 5° 32' 15" OL  | 15735  | Meer afbeeldingen |
| Eenvoudig pandje onder voor afgeschuind zadeldak | Woonhuis                  | |                                                            | Vliet 29                                | 53° 11' 3" NB, 5° 32' 15" OL  | 15736  | Meer afbeeldingen |
| Eenvoudig pand onder voor afgeschuind zadeldak met topschoorsteen en dakkapel | Woonhuis                  | |                                                            | Vliet 51                                | 53° 11' 2" NB, 5° 32' 14" OL  | 15737  | Meer afbeeldingen |
| Eenvoudig pand onder voor afgeschuind zadeldak met topschoorsteen | Woonhuis                  | |                                                            | Vliet 53                                | 53° 11' 1" NB, 5° 32' 13" OL  | 15738  | Meer afbeeldingen |
| Laag woonhuis onder voor afgeschuind zadeldak met topschoorsteen | Woonhuis                  | |                                                            | Vliet 2                                 | 53° 11' 5" NB, 5° 32' 13" OL  | 15739  | Meer afbeeldingen |
| Pand onder lang zadeldak tegen trapgevel met gevelsteen | Woonhuis                  | 1735 (gevel) 20e eeuw (winkelpui)                                                                                                 |                                                            | Vliet 4                                 | 53° 11' 5" NB, 5° 32' 13" OL  | 15740  | Meer afbeeldingen |
| Pandje onder zadeldak met voorschild en schoorsteen met bord | Woonhuis                  | |                                                            | Vliet 8                                 | 53° 11' 4" NB, 5° 32' 13" OL  | 15741  | Meer afbeeldingen |
| Pandje onder zadeldak met voorschild en schoorsteen | Woonhuis                  | |                                                            | Vliet 10                                | 53° 11' 4" NB, 5° 32' 13" OL  | 15742  | Meer afbeeldingen |
| Woning met aangebouwde schuur | Woonhuis                  | |                                                            | Vliet 14                                | 53° 11' 4" NB, 5° 32' 12" OL  | 15744  | Meer afbeeldingen |
| Pakhuis onder lang zadeldak | Opslag                    | 18e eeuw |                                                            | Vliet 22                                | 53° 11' 3" NB, 5° 32' 12" OL  | 15745  | Meer afbeeldingen |
| Laag woonhuis onder voor en achter afgeschuind zadeldak met topschoorstenen waarvan een met bord                                                                                                 | Woonhuis                  | |                                                            | Vliet 24                                | 53° 11' 3" NB, 5° 32' 12" OL  | 15746  | Meer afbeeldingen |
| Woning onder zadeldak tegen brede puntgevel | Woonhuis                  | |                                                            | Vliet 26                                | 53° 11' 2" NB, 5° 32' 11" OL  | 15747  | Meer afbeeldingen |
| Pand met verdieping onder voor afgeschuind zadeldak met schoorsteen | Woonhuis                  | |                                                            | Vliet 28                                | 53° 11' 2" NB, 5° 32' 11" OL  | 15748  | Meer afbeeldingen |
| Pakhuis met verdieping onder lang zadeldak tussen twee puntgevels | Opslag                    | 18e eeuw |                                                            | Vliet 30                                | 53° 11' 2" NB, 5° 32' 11" OL  | 15749  | Meer afbeeldingen |
| Herenhuis met lijstgevel | Woonhuis                  | 1879 |                                                            | Vliet 32                                | 53° 11' 2" NB, 5° 32' 11" OL  | 15750  | Meer afbeeldingen |
| Boerderij met lage woning onder voor en achter afgeschuind zadeldak met twee schoorstenen met bord                                                                                               | Boerderij                 | |                                                            | Vliet 34                                | 53° 11' 1" NB, 5° 32' 11" OL  | 15751  | Meer afbeeldingen |
| Pand met hoog oprijzende voorbouw, gedekt door dwarshek tussen topgevels met forse hoekschoorstenen met borden                                                                                   | Werk-woonhuis             | 1800-1850 |                                                            | Voorstraat 9                            | 53° 11' 11" NB, 5° 32' 36" OL | 15752  | Meer afbeeldingen |
| Pand onder zadeldak met voorschild en schoorsteen met bord | Woonhuis                  | |                                                            | Voorstraat 17                           | 53° 11' 11" NB, 5° 32' 35" OL | 15753  | Meer afbeeldingen |
| Pand onder hoog zadeldak tegen hoge trapgevel | Werk-woonhuis             | 1599 |                                                            | Voorstraat 19                           | 53° 11' 11" NB, 5° 32' 34" OL | 15754  | Meer afbeeldingen |
| Pand onder hoog zadeldak tegen trapgevel | Woonhuis                  | 1615 |                                                            | Voorstraat 21                           | 53° 11' 11" NB, 5° 32' 34" OL | 15755  | Meer afbeeldingen |
| Martenahuis 1895-1984: Raadhuis Franekeradeel sinds 2006: Museum Martena | Bestuursgebouw en onderdl | 1498 1694 (verbouwing) 1834 (tuin) 1969 (renovatie)                                                                               | L.P. Roodbaard (tuin 1834)                                 | Voorstraat 37                           | 53° 11' 11" NB, 5° 32' 32" OL | 15756  | Meer afbeeldingen |
| Pand onder diep zadeldak met zesruitsvensters met boven voorste dakschild topschoorsteen met bord                                                                                                | Werk-woonhuis             | 1700-1850 (vensters en deur) |                                                            | Voorstraat 39                           | 53° 11' 11" NB, 5° 32' 31" OL | 15757  | Meer afbeeldingen |
| Eenvoudig pand onder zadeldak met voorschild | Woonhuis                  | |                                                            | Voorstraat 41                           | 53° 11' 11" NB, 5° 32' 31" OL | 15758  | Meer afbeeldingen |
| Vier traveeën breed pand met voorbouw onder dwars schilddak met topschoorstenen waarop borden | Woonhuis                  | |                                                            | Voorstraat 43                           | 53° 11' 11" NB, 5° 32' 30" OL | 15759  | Meer afbeeldingen |
| Pand met twee volle verdiepingen onder zadeldak met voorste dakschild waarboven topschoorsteen                                                                                                   | Werk-woonhuis             | |                                                            | Voorstraat 45                           | 53° 11' 11" NB, 5° 32' 30" OL | 15760  | Meer afbeeldingen |
| Pand onder zadeldak met rechte kroonlijst met gesneden consoles en voorschild met | Werk-woonhuis             | 19e eeuw (kroonlijst) |                                                            | Voorstraat 47                           | 53° 11' 11" NB, 5° 32' 29" OL | 15761  | Meer afbeeldingen |
| 't Coopmanshûs | Woonhuis                  | 1746 |                                                            | Voorstraat 49                           | 53° 11' 11" NB, 5° 32' 29" OL | 15762  | Meer afbeeldingen |
| Herenhuis met verhoogde halsgevel in classicistische vormen met gebeeldhouwde klauwstukken | Woonhuis                  | 1662 |                                                            | Voorstraat 51                           | 53° 11' 11" NB, 5° 32' 29" OL | 15763  | Meer afbeeldingen |
| Waag | Handel en kantoor         | 1657 19e eeuw (verbouwing) |                                                            | Voorstraat 51A                          | 53° 11' 11" NB, 5° 32' 28" OL | 15764  | Meer afbeeldingen |
| Pand onder zadeldak met voorschild en topschoorsteen met bord | Woonhuis                  | |                                                            | Voorstraat 55                           | 53° 11' 11" NB, 5° 32' 27" OL | 15765  | Meer afbeeldingen |
| Eenvoudig pand onder hoog zadeldak met voorschild | Woonhuis                  | |                                                            | Voorstraat 57                           | 53° 11' 11" NB, 5° 32' 27" OL | 15766  | Meer afbeeldingen |
| Pand met regelmatige gevel met rechte kroonlijst onder zadeldak met voorschild | Woonhuis                  | |                                                            | Voorstraat 59                           | 53° 11' 11" NB, 5° 32' 26" OL | 15767  | Meer afbeeldingen |
| Vijf traveeën breed pand met smal middenrisaliet en brede versierde kroonlijst | Woonhuis                  | midden 19e eeuw |                                                            | Voorstraat 61                           | 53° 11' 11" NB, 5° 32' 26" OL | 15768  | Meer afbeeldingen |
| Vier traveeën breed woonhuis onder zadeldak met voorschild en topschoorsteen met bord | Werk-woonhuis             | |                                                            | Voorstraat 65                           | 53° 11' 11" NB, 5° 32' 25" OL | 15769  | Meer afbeeldingen |
| Groot vijf traveeën breed pand met gepleisterde gevel onder hoog tentdak | Woonhuis                  | |                                                            | Voorstraat 75                           | 53° 11' 11" NB, 5° 32' 22" OL | 15770  | Meer afbeeldingen |
| Camminghahuis of Sjaerdemahuis | Kasteel, buitenplaats     | rond 1400 (oorspr.) midden 15e eeuw (westdeel) late 15e eeuw (houtskelet en kap) begin 16e eeuw (oostdeel) 1969-'72 (restauratie) |                                                            | Voorstraat 2                            | 53° 11' 12" NB, 5° 32' 37" OL | 15771  | Meer afbeeldingen |
| Pand met neoclassicistische deuromlijsting met gecanneleerde pilasters en zware kroonlijst | Werk-woonhuis             | ca. 1820 |                                                            | Voorstraat 6                            | 53° 11' 13" NB, 5° 32' 35" OL | 15772  | Meer afbeeldingen |
| Pand onder zadeldak tegen trapgevel | Werk-woonhuis             | 1737 |                                                            | Voorstraat 8-10                         | 53° 11' 12" NB, 5° 32' 35" OL | 15773  | Meer afbeeldingen |
| Pand met forse kroonlijst met gesneden consoles onder zadeldak met voorschild en schoorsteen | Werk-woonhuis             | 19e eeuw (gevel) |                                                            | Voorstraat 12                           | 53° 11' 13" NB, 5° 32' 34" OL | 15774  | Meer afbeeldingen |
| Pand onder zadeldak met voorschild | Werk-woonhuis             | |                                                            | Voorstraat 18                           | 53° 11' 13" NB, 5° 32' 33" OL | 15775  | Meer afbeeldingen |
| Pand met consoles aan de kroonlijst onder diep zadeldak met voorschild en schoorsteen met bord                                                                                                   | Werk-woonhuis             | 1775-1900 (gevel) |                                                            | Voorstraat 20                           | 53° 11' 12" NB, 5° 32' 33" OL | 15776  | Meer afbeeldingen |
| Pand onder diep zadeldak met voorschild en schoorsteen met bord | Werk-woonhuis             | |                                                            | Voorstraat 24                           | 53° 11' 12" NB, 5° 32' 32" OL | 15777  | Meer afbeeldingen |
| Pand met hoog opgetrokken voorbouw onder dwars schilddak met hoekpirons | Werk-woonhuis             | 1890 (winkelpui) |                                                            | Voorstraat 28                           | 53° 11' 12" NB, 5° 32' 31" OL | 15778  | Meer afbeeldingen |
| Eenvoudig pand onder zadeldak met voorschild bekroond door topschoorsteen met bord | Werk-woonhuis             | |                                                            | Voorstraat 46                           | 53° 11' 12" NB, 5° 32' 29" OL | 15779  | Eenvoudig pand onder zadeldak met voorschild bekroond door topschoorsteen met bord                                                    |
| Pand onder zadeldak met voorschild bekroond door topschoorsteen | Werk-woonhuis             | |                                                            | Voorstraat 48                           | 53° 11' 12" NB, 5° 32' 28" OL | 15780  | Pand onder zadeldak met voorschild bekroond door topschoorsteen                                                                       |
| Zes traveeën breed pand onder breed schilddak met halfrond gesloten dakkapel en hoekschoorstenen waarvan een met bord                                                                            | Werk-woonhuis             | |                                                            | Voorstraat 62                           | 53° 11' 12" NB, 5° 32' 26" OL | 15781  | Meer afbeeldingen |
| Eenvoudig pand met verdieping met eenvoudige geprofileerde gootlijst met bakgoot op blokjes onder zadeldak met voorschild en topschoorsteen                                                      | Werk-woonhuis             | 19e eeuw (kern ouder) |                                                            | Voorstraat 64                           | 53° 11' 12" NB, 5° 32' 25" OL | 15782  | Meer afbeeldingen |
| Eenvoudig pand met verdieping met eenvoudige geprofileerde gootlijst met bakgoot op blokjesonder zadeldak met topschoorsteen met bord                                                            | Handel en kantoor         | 19e eeuw (kern ouder) |                                                            | Voorstraat 66                           | 53° 11' 12" NB, 5° 32' 25" OL | 15783  | Eenvoudig pand met verdieping met eenvoudige geprofileerde gootlijst met bakgoot op blokjesonder zadeldak met topschoorsteen met bord |
| Pand onder zadeldak tegen klokgevel met aanzetkrullen | Woonhuis                  | 19e eeuw |                                                            | Voorstraat 68                           | 53° 11' 13" NB, 5° 32' 24" OL | 15784  | Meer afbeeldingen |
| Poortje van voormalig weeshuis | Erfscheiding              | |                                                            | bij Voorstraat 74                       | 53° 11' 12" NB, 5° 32' 22" OL | 15785  | Poortje van voormalig weeshuis |
| De Bogt fen Guné | Woonhuis                  | |                                                            | Vijverstraat 1                          | 53° 11' 10" NB, 5° 32' 18" OL | 15786  | Meer afbeeldingen |
| Pand onder diep zadeldak, voor afgeschuind en van topschoorsteen voorzien | Werk-woonhuis             | |                                                            | Vijverstraat 6                          | 53° 11' 9" NB, 5° 32' 18" OL  | 15787  | Meer afbeeldingen |
| Pand onder voor afgeschuind zadeldak | Woonhuis                  | |                                                            | Vijverstraat 8                          | 53° 11' 9" NB, 5° 32' 18" OL  | 15788  | Meer afbeeldingen |
| Pand onder voor afgeschuind zadeldak | Woonhuis                  | |                                                            | Vijverstraat 11                         | 53° 11' 9" NB, 5° 32' 18" OL  | 15789  | Meer afbeeldingen |
| Pand onder voor afgeschuind zadeldak met topschoorsteen | Werk-woonhuis             | |                                                            | Vijverstraat 12                         | 53° 11' 9" NB, 5° 32' 18" OL  | 15790  | Meer afbeeldingen |
| Aan voorzijde herbouwd pand onder lang zadeldak | Werk-woonhuis             | |                                                            | Vijverstraat 14                         | 53° 11' 8" NB, 5° 32' 18" OL  | 15791  | Meer afbeeldingen |
| Pand met gootlijst met hoekversiering onder voor afgeschuind zadeldak | Werk-woonhuis             | 19e eeuw (gootlijst) |                                                            | Vijverstraat 15                         | 53° 11' 8" NB, 5° 32' 18" OL  | 15792  | Meer afbeeldingen |
| Hoekpand onder zadeldak tegen puntgevel met treden ter halverhoogte en achter twee puntgevels | Werk-woonhuis             | |                                                            | Zilverstraat 1                          | 53° 11' 13" NB, 5° 32' 41" OL | 15794  | Meer afbeeldingen |
| Pand onder diep zadeldak tegen trapgevel met toppilaster op kopje en achtertopgevel | Werk-woonhuis             | 1700 |                                                            | Zilverstraat 15                         | 53° 11' 13" NB, 5° 32' 43" OL | 15795  | Meer afbeeldingen |
| Pand met zadeldak, rechte kroonlijst en achtertopgevel | Woonhuis                  | |                                                            | Zilverstraat 19                         | 53° 11' 13" NB, 5° 32' 44" OL | 15796  | Meer afbeeldingen |
| Eenvoudig pand met recht afgesloten verhoogde gevel onder zadeldak | Woonhuis                  | |                                                            | Zilverstraat 21                         | 53° 11' 13" NB, 5° 32' 44" OL | 15797  | Meer afbeeldingen |
| Pand onder hoog zadeldak met voorgevel met forse kroonlijst (Don Pedro) | Woonhuis                  | |                                                            | Zilverstraat 23                         | 53° 11' 13" NB, 5° 32' 44" OL | 15798  | Meer afbeeldingen |
| Pand met gesneden kroonlijst en geprofileerde kozijnen onder voor afgeschuind zadeldak met topschoorsteen en dakkapel (In het vergulden Hooft)                                                   | Werk-woonhuis             | 1800-1850 (kroonlijst, kozijnen) 1870 (winkelpui)                                                                                 |                                                            | Zilverstraat 27                         | 53° 11' 13" NB, 5° 32' 45" OL | 15799  | Meer afbeeldingen |
| Pand met later verhoogde en recht afgesloten gevel onder zadeldak | Werk-woonhuis             | |                                                            | Zilverstraat 35                         | 53° 11' 13" NB, 5° 32' 46" OL | 15800  | Meer afbeeldingen |
| Smal pand onder zadeldak voor afgeschuind en van topschoorsteen voorzien | Woonhuis                  | 1664 |                                                            | Zilverstraat 37                         | 53° 11' 13" NB, 5° 32' 46" OL | 15801  | Meer afbeeldingen |
| Pand met rechte kroonlijst met bloklijst onder zadeldak met voorschild en topschoorsteen | Werk-woonhuis             | |                                                            | Zilverstraat 39                         | 53° 11' 13" NB, 5° 32' 46" OL | 15802  | Meer afbeeldingen |
| Smal pand onder zadeldak tussen achtertop en voor trapgevel | Woonhuis                  | 16e eeuw (kern) 1721 (gevel) |                                                            | Zilverstraat 47                         | 53° 11' 12" NB, 5° 32' 48" OL | 15803  | Meer afbeeldingen |
| Pand onder zadeldak tegen gerestaureerde trapgevel met toppilaster | Woonhuis                  | 16e eeuw (kern) 1721 (gevel) |                                                            | Zilverstraat 49                         | 53° 11' 12" NB, 5° 32' 48" OL | 15804  | Meer afbeeldingen |
| Hoekpand met vernieuwde gevel onder voor afgeschuind zadeldak | Woonhuis                  | |                                                            | Zilverstraat 53                         | 53° 11' 12" NB, 5° 32' 47" OL | 15805  | Meer afbeeldingen |
| Woonhuis van drie volle verdiepingen onder pannengedekt schilddak tegen rechte kroonlijst aan voor- en achterzijde (Moulijn)                                                                     | Woonhuis                  | 1779 |                                                            | Zilverstraat 16                         | 53° 11' 15" NB, 5° 32' 47" OL | 15806  | Meer afbeeldingen |
| Pand met gesneden kroonlijst onder zadeldak met voorschild en topschoorsteen en overkraagde achterbouw op de verdieping                                                                          | Werk-woonhuis             | |                                                            | Zilverstraat 26                         | 53° 11' 14" NB, 5° 32' 48" OL | 15807  | Meer afbeeldingen |
| Woonhuis met verdieping en halve verdieping met door zware kroonlijst recht afgesloten gevel onder zadeldak met dakkapel en met door een met een bol bekroonde topschoorsteen met gezwenkte kap  | Woonhuis                  | 1850-1900 |                                                            | Zilverstraat 28                         | 53° 11' 14" NB, 5° 32' 48" OL | 15808  | Meer afbeeldingen |
| Pand met lagere achterbouw en rechte kroonlijst onder zadeldak met voorschild en topschoorsteen                                                                                                  | Woonhuis                  | 19e eeuw |                                                            | Zilverstraat 36                         | 53° 11' 13" NB, 5° 32' 49" OL | 15809  | Meer afbeeldingen |
| Eenvoudig pand onder voor afgeschuind zadeldak | Werk-woonhuis             | |                                                            | Zilverstraat 50                         | 53° 11' 13" NB, 5° 32' 50" OL | 15810  | Meer afbeeldingen |
| Pand van twee verdiepingen met gesneden kroonlijst onder hoog en diep zadeldak | Werk-woonhuis             | |                                                            | Zilverstraat 54                         | 53° 11' 12" NB, 5° 32' 50" OL | 15811  | Meer afbeeldingen |
| Smal pandje onder dwarskap (oorspr. waarschijnlijk aanbouw van nr. 58) | Woonhuis                  | |                                                            | Zilverstraat 56                         | 53° 11' 12" NB, 5° 32' 50" OL | 15812  | Meer afbeeldingen |
| Pand onder dwarskap tegen puntgevels (De Korenaar) | Woonhuis                  | |                                                            | Zilverstraat 58                         | 53° 11' 12" NB, 5° 32' 50" OL | 15813  | Meer afbeeldingen |
| Diep pakhuis onder zadeldak tegen puntgevel met ontlastingsbogen | Opslag                    | 19de eeuw |                                                            | Zuiderkade 52                           | 53° 11' 6" NB, 5° 32' 22" OL  | 15815  | Meer afbeeldingen |
| Omgrachting met wallen en twee bastions | Gebouw                    | |                                                            | Molenpôlle Noorderbolwerk Westerbolwerk | 53° 11' 5" NB, 5° 32' 55" OL  | 15816  | Meer afbeeldingen |
| Kaden en walmuren langs de binnengrachten | Waterweg, werf en haven   | |                                                            | Stadscentrum                            | 53° 11' 9" NB, 5° 32' 49" OL  | 15817  | Kaden en walmuren langs de binnengrachten                                                                                             |
| Dongjummerpoort | Erfscheiding              | 18e eeuw |                                                            | bij Hocquart 23                         | 53° 11' 20" NB, 5° 32' 27" OL | 15818  | Meer afbeeldingen |
| Vlietsterbrug | Brug                      | rond 1900 |                                                            | bij Vliet 2                             | 53° 11' 5" NB, 5° 32' 14" OL  | 15819  | Meer afbeeldingen |
| Sjûkelân (Sternse Slotland) | Tuin, park en plantsoen   | 1893 (mogelijk) 1937 (gedenkbank)                                                                                                 |                                                            | bij Vijverstraat 1                      | 53° 11' 12" NB, 5° 32' 17" OL | 15820  | Meer afbeeldingen |
| Pand met rechte gootlijst met kleine gesneden consoles onder zadeldak met voorschild en schoorsteen                                                                                              | Woonhuis                  | |                                                            | Voorstraat 23                           | 53° 11' 11" NB, 5° 32' 34" OL | 18274  | Meer afbeeldingen |
| Doopsgezinde kerk | Kerk en kerkonderdeel     | 17e of begin 18e eeuw 19e eeuw (blokbepleistering)                                                                                |                                                            | Zilverstraat 46                         | 53° 11' 13" NB, 5° 32' 51" OL | 18245  | Meer afbeeldingen |
| Verdiepingloos pandje opgetrokken uit gele Friese steen en gedekt door een met blauwe geglazuurde pannen belegd zadeldak tussen topgevels met beitelingen en schoorstenen met geprofileerde rand | Woonhuis                  | 18e eeuw |                                                            | Sint Martiniplantsoen 4                 | 53° 11' 13" NB, 5° 32' 42" OL | 46613  | Meer afbeeldingen |
| Rooms-Katholiek verenigingsgebouw | Vergadering en vereniging | 1909 | N.J. Adema                                                 | Sint Martiniplantsoen 39                | 53° 11' 10" NB, 5° 32' 44" OL | 506244 | Meer afbeeldingen |
| Drie woonhuizen op de "Molenpôlle" in overgangsstijl met art-nouveau-elementen | Woonhuis                  | 1909 | N.J. Adema                                                 | Zuiderkade 2, 3 en 4                    | 53° 11' 5" NB, 5° 32' 53" OL  | 512677 | Drie woonhuizen op de "Molenpôlle" in overgangsstijl met art-nouveau-elementen                                                        |
| Hek bij drie woonhuizen op de "Molenpôlle" | Erfscheiding              | 1909 | N.J. Adema                                                 | bij Zuiderkade 2                        | 53° 11' 5" NB, 5° 32' 53" OL  | 512678 | Meer afbeeldingen |
| Groot Lankum, hoofdgebouw en wandelpark | Gezondheidszorg           | 1928-'30 1930-'39 (wandelpark) 1978-'80 (uitbreiding)                                                                             | E. en Th.R. Knevel                                         | Burg. J. Dijkstraweg 6                  | 53° 11' 10" NB, 5° 31' 35" OL | 512680 | Meer afbeeldingen |
| Groot Lankum, Huize Griend | Dienstwoning              | 1932 | M.B. van Dorth                                             | bij Burg. J. Dijkstraweg 6              | 53° 11' 10" NB, 5° 31' 35" OL | 512681 | Upload foto |
| Groot Lankum, landbouwschuur | Boerderij                 | 1931-'32 | M.B. van Dorth                                             | Harlingerweg 80                         | 53° 11' 10" NB, 5° 31' 35" OL | 512682 | Upload foto |
| Groot Lankum, abri en toegangsmuur | Transport                 | 1932 | M.B. van Dorth                                             | bij Burg. J. Dijkstraweg 6              | 53° 11' 10" NB, 5° 31' 35" OL | 512684 | Groot Lankum, abri en toegangsmuur |
| Groot Lankum, tuinkoepel | Tuin, park en plantsoen   | verm. rond 1880 | onbekend                                                   | bij Burg. J. Dijkstraweg 6              | 53° 11' 10" NB, 5° 31' 35" OL | 512685 | Upload foto |
| Voorm. schoolgebouw in decoratieve traditioneel-ambachtelijke bouwstijl | Onderwijs en wetenschap   | rond 1885 |                                                            | Nieuwe Hof 18-19                        | 53° 11' 9" NB, 5° 32' 34" OL  | 512689 | Upload foto |
| Blokvormig woonhuis in overgangsstijl met art-nouveau-elementen | Woonhuis                  | 1912 | N.J. Adema                                                 | Eise Eisingastraat 18                   | 53° 11' 15" NB, 5° 32' 42" OL | 512690 | Meer afbeeldingen |
| Voorm. oliefabriek | Industrie                 | 1871 (oorspr.) 1904 (uitbreiding) 1911 (herbouw na brand)                                                                         |                                                            | Prins Hendrikkade 1 en 2                | 53° 11' 2" NB, 5° 32' 53" OL  | 512691 | Meer afbeeldingen |
| Pakhuis "Factorij" | Opslag                    | 1876 1910 (verbouwing) | N.J. Adema (verbouwing 1910)                               | Prins Hendrikkade 3                     | 53° 11' 3" NB, 5° 32' 51" OL  | 512692 | Meer afbeeldingen |
| Dubbel herenhuis in overgangsstijl met art-nouveau-elementen | Woonhuis                  | 1911 | N.J. Adema                                                 | Leeuwarderweg 17 A. Teltingstraat 1     | 53° 11' 13" NB, 5° 33' 6" OL  | 512693 | Meer afbeeldingen |
| Woonhuis met art-nouveau-elementen | Woonhuis                  | 1907 | N.J. Adema                                                 | Van Ghemmenichstraat 2                  | 53° 11' 5" NB, 5° 32' 60" OL  | 512694 | Woonhuis met art-nouveau-elementen |
| Woonhuis met art-nouveau-elementen | Woonhuis                  | 1909 | A. Lettinga                                                | Mr. G. Groen van Prinstererlaan 16      | 53° 11' 7" NB, 5° 33' 7" OL   | 512695 | Woonhuis met art-nouveau-elementen |
| Villa "Welkom" | Woonhuis                  | 1913 | N.J. Adema                                                 | Salverderweg 12                         | 53° 11' 11" NB, 5° 33' 4" OL  | 512698 | Villa "Welkom" |